# میشل لیریس
ژولین میشل لیریس (به فرانسوی: Julien Michel Leiris) نویسنده، شاعر و نژادشناس قرن بیستم میلادی اهل فرانسه بود.